# Galina Voszkobojeva
Galina Voszkobojeva (születési nevén: Galina Olegovna Voszkobojeva, oroszul: Галина Олеговна Воскобоева), (Moszkva, 1984. december 18. –) orosz születésű hivatásos kazak teniszezőnő, olimpikon. 2008-tól versenyez Kazahsztán színeiben.
Profi pályafutását 2002-ben kezdte. Eddigi karrierje során egyéniben nem sikerült WTA-tornát nyernie, párosban viszont öt alkalommal diadalmaskodott. Emellett három egyéni és 12 páros ITF-tornát nyert meg. Legjobb egyéni világranglista-helyezése a 42. volt, ezt 2012. május 7-én érte el, párosban a 26. helyen állt 2012. augusztus 20-án.
A Grand Slam-tornákon egyéniben a legjobb eredménye a 2009-es és a 2012-es Australian Openen elért 3. kör. Párosban negyeddöntőt játszott a (2007-es Australian Openen, valamint két alkalommal a Roland Garroson (2008-ban és 2013-ban).
Kazahsztán színeiben vett részt a 2012-es londoni, valamint a 2016-os riói olimpia egyes és páros versenyein.
2009–2016 között 33 alkalommal szerepelt Kazahsztán Fed-kupa-válogatottjában.

## WTA-döntői

### Egyéni

#### Elveszített döntői (1)
| No. | Dátum                | Torna                    | Borítás | Ellenfél                    | Eredmény       |
| --- | -------------------- | ------------------------ | ------- | --------------------------- | -------------- |
| 1.  | 2011. szeptember 23. | Hansol Korea Open, Szöul | Kemény  | María José Martínez Sánchez | 6–7(0), 6–7(2) |

### Páros

#### Győzelmei (5)
| Összesítés           |                        |
| Grand Slam-torna (0) |                        |
| Tier I (0)           | Premier Mandatory* (0) |
| Tier II (0)          | Premier Five* (0)      |
| Tier III (0)         | Premier* (1)           |
| Tier IV (0)          | International* (4)     |
| Tier V (0)           | Challenger* (0)        |

* 2009-től megváltozott a tornák rendszere. Challenger tornákat 2012-től rendeznek.
 Az egymás mellett azonos színnel jelölt tornatípusok között nincs teljes mértékű megfelelés.
|    | Dátum             | Torna                              | Borítás    | Partner             | Ellenfél a döntőben                   | Döntő eredménye  |
| 1. | 2011. március 6.  | Kuala Lumpur, Malajzia             | Kemény     | Gyinara Szafina     | Noppawan Lertcheewakarn Jessica Moore | 7–5, 2–6, [10–5] |
| 2. | 2011. április 30. | Estoril, Portugália                | Salak      | Alisza Klejbanova   | Michaëlla Krajicek Eléni Danjilídu    | 6–4, 6–2         |
| 3. | 2011. május 21.   | Brüsszel, Belgium                  | Salak      | Andrea Hlaváčková   | Klaudia Jans Alicja Rosolska          | 3–6, 6–0, [10–5] |
| 4. | 2013. február 23. | Memphis, Amerikai Egyesült Államok | Kemény (f) | Kristina Mladenovic | Sofia Arvidsson Johanna Larsson       | 7–6(5), 6–3      |
| 5. | 2014. Március 2.  | Acapulco, Mexikó                   | Kemény     | Kristina Mladenovic | Petra Cetkovská Iveta Melzer          | 6–3, 2–6, [10–5] |

#### Elveszített döntői (13)
|     | Dátum                | Torna                                                         | Borítás    | Partner                | Ellenfél a döntőben                   | Döntő eredménye     |
| 1.  | 2005. október 3.     | Tashkent Open, Taskent, Üzbegisztán                           | Kemény     | Anastasia Rodionova    | Maria Elena Camerin Émilie Loit       | 3–6, 0–6            |
| 2.  | 2006. október 15.    | Kremlin Cup, Moszkva, Oroszország                             | Szőnyeg    | Iveta Benešová         | Francesca Schiavone Květa Peschke     | 4–6, 7–6, 1–6       |
| 3.  | 2007. január 6.      | Mondial Australian Women's Hardcourts, Gold Coast, Ausztrália | Kemény     | Iveta Benešová         | Gyinara Szafina Katarina Srebotnik    | 3–6, 4–6            |
| 4.  | 2011. július 23.     | Baku Cup, Baku, Azerbajdzsán                                  | Kemény     | Monica Niculescu       | Marija Koritceva Taccjana Pucsak      | 3–6, 6–2, [8–10]    |
| 5.  | 2011. szeptember 25. | Hansol Korea Open, Szöul, Dél-Korea                           | Kemény     | Vera Dusevina          | Natalie Grandin Vladimíra Uhlířová    | 6–7(5), 4–6         |
| 6.  | 2011. október 22.    | Kremlin Cup, Moszkva, Oroszország                             | Kemény (f) | Anastasia Rodionova    | Vania King Jaroszlava Svedova         | 6–7(3), 3–6         |
| 7.  | 2012. május 5.       | Estoril Open, Estoril, Portugália                             | Salak      | Jaroszlava Svedova     | Csuang Csia-zsung Csang Suaj          | 6–4, 1–6, [9–11]    |
| 8.  | 2013. szeptember 21. | Guangzhou International Women’s Open, Kanton, Kína            | Kemény     | Vania King             | Hszie Su-vej Peng Suaj                | 3-6, 6-4, [10-12]   |
| 9.  | 2014. január 4.      | Brisbane International, Brisbane, Ausztrália                  | Hard       | Kristina Mladenovic    | Alla Kudrjavceva Anastasia Rodionova  | 3-6, 1-6            |
| 10. | 2017. február 26.    | Hungarian Ladies Open, Budapest, Magyarország                 | Kemény (f) | Arina Rodionova        | Hszie Su-vel Okszana Kalasnikova      | 3–6, 6–4, [4–10]    |
| 11. | 2018. július 29.     | Moscow Open, Moszkva                                          | Salak      | Alekszandra Panova     | Anasztaszija Potapova Vera Zvonarjova | 0–6, 3–6            |
| 12. | 2019. április 14.    | Ladies Open Lugano, Lugano                                    | Salak      | Veronyika Kugyermetova | Sorana Cîrstea Andreea Mitu           | 6–1, 2–6, [8–10]    |
| 13. | 2019. július 28.     | Baltic Open, Jūrmala, Lettország                              | Salak      | Jeļena Ostapenko       | Sharon Fichman Nina Stojanović        | 6–2, 6–7(1), [6–10] |

## WTA 125K döntői

### Páros: 1 (1–0)
| Eredmény | No. | Dátum              | Torna                          | Borítás    | Partner                | Ellenfelek                       | Eredmény |
| -------- | --- | ------------------ | ------------------------------ | ---------- | ---------------------- | -------------------------------- | -------- |
| Győztes  | 1.  | 2018. november 10. | Open de Limoges, Franciaország | Kemény (f) | Veronyika Kugyermetova | Bacsinszky Tímea Vera Zvonarjova | 7–5, 6–4 |

## ITF-döntői
| Legend               |
| -------------------- |
| $100,000 tournaments |
| $75,000 tournaments  |
| $50,000 tournaments  |
| $25,000 tournaments  |
| $15,000 tournaments  |
| $10,000 tournaments  |

### Egyéni

#### Győzelmei (3)
|    | Dátum             | Torna          | Borítás         | Ellenfél a döntőben  | Döntő eredménye  |
| 1. | 2003. június 29.  | Mont-de-Marsan | Kemény (fedett) | Oleksandra Kravets   | 6–4, 6–2         |
| 2. | 2006. június 6.   | Cuneo          | Salak           | Alice Canepa         | 6–1, 6–2         |
| 3. | 2011. április 16. | Casablanca     | Salak           | Mervana Jugić-Salkić | 6–7(4), 6–2, 6–3 |

#### Elveszített döntői (5)
|    | Dátum              | Torna                                 | Borítás    | Ellenfél a döntőben     | Döntő eredménye  |
| 1. | 2003. február 2.   | Tipton, Nagy-Britannia                | Kemény (f) | Matea Mezak             | 6–4, 4–6, 4–6    |
| 2. | 2003. október 12.  | Latina, Olaszország                   | Salak      | Roberta Vinci           | 3–6, 4–6         |
| 3. | 2005. november 13. | Pittsburgh, Amerikai Egyesült Államok | Kemény (f) | Lilia Osterloh          | 6–7(5), 4–6      |
| 4. | 2016. május 15.    | La Marsa, Tunézia                     | Salak      | Viktorija Kan           | 4–6, 4–6         |
| 5. | 2016. június 25.   | Moszkva, Oroszország                  | Salak      | Anasztaszija Komargyina | 6–7(3), 6–4, 3–6 |

## Eredményei Grand Slam-tornákon

### Egyéniben
| Grand Slam | Australian Open | Australian Open     | Roland Garros  | Roland Garros        | Wimbledon      | Wimbledon        | US Open        | US Open            |
| Év         | Eredmény        | Utolsó ellenfél     | Eredmény       | Utolsó ellenfél      | Eredmény       | Utolsó ellenfél  | Eredmény       | Utolsó ellenfél    |
| 2004       | −               | −                   | −              | −                    | −              | −                | Selejtező (Q2) | Selejtező (Q2)     |
| 2005       | Selejtező (Q3)  | Selejtező (Q3)      | Selejtező (Q3) | Selejtező (Q3)       | Selejtező (Q1) | Selejtező (Q1)   | Selejtező (Q2) | Selejtező (Q2)     |
| 2006       | 2. kör          | M Kirilenko         | 1. kör         | Ivana Lisjak         | Selejtező (Q3) | Selejtező (Q3)   | 1. kör         | Eva Birnerová      |
| 2007       | 1. kör          | Iveta Benešová      | Selejtező (Q2) | Selejtező (Q2)       | Selejtező (Q1) | Selejtező (Q1)   | −              | −                  |
| 2008       | −               | −                   | 2. kör         | Petra Cetkovská      | 1. kör         | C Suárez Navarro | 1. kör         | Marion Bartoli     |
| 2009       | 3. kör          | Nagyja Petrova      | 2. kör         | Szvetlana Kuznyecova | 1. kör         | Li Na            | 1. kör         | Caroline Wozniacki |
| 2010       | 1. kör          | Cvetana Pironkova   | Selejtező (Q1) | Selejtező (Q1)       | −              | −                | −              | −                  |
| 2011       | −               | −                   | −              | −                    | Selejtező (Q3) | Selejtező (Q3)   | 1. kör         | F Schiavone        |
| 2012       | 3. kör          | Agnieszka Radwańska | 1. kör         | Vania King           | 2. kör         | Yanina Wickmayer | 2. kör         | Andrea Hlaváčková  |
| 2013       | 1. kör          | Venus Williams      | 2. kör         | Roberta Vinci        | 1. kör         | Eugenie Bouchard | 2. kör         | Serena Williams    |
| 2014       | 2. kör          | C Suárez Navarro    | −              | −                    | −              | −                | −              | −                  |
| 2015       | −               | −                   | −              | −                    | −              | −                | −              | −                  |
| 2016       | −               | −                   | 1. kör         | Csang Suaj           | −              | −                | −              | −                  |
| 2017       | 1. kör          | Elina Szvitolina    | −              | −                    | −              | −                | −              | −                  |

### Páros
| Grand Slam | Australian Open               | Australian Open                        | Roland Garros                 | Roland Garros                    | Wimbledon                  | Wimbledon                           | US Open                  | US Open                             |
| Év         | Eredmény Partner              | Utolsó ellenfél                        | Eredmény Partner              | Utolsó ellenfél                  | Eredmény Partner           | Utolsó ellenfél                     | Eredmény Partner         | Utolsó ellenfél                     |
| 2004       | −                             | −                                      | −                             | −                                | −                          | −                                   | 2. kör M Jugić-Salkić    | Émilie Loit Nicole Pratt            |
| 2005       | 1. kör N Llagostera Vives     | A Medina Garrigues Gyinara Szafina     | 2. kör J Linyeckaja           | Cara Black Liezel Huber          | 1. kör Iveta Benešová      | Jennifer Hopkins Mashona Washington | 1. kör J Linyeckaja      | Sz Kuznyecova Alicia Molik          |
| 2006       | 1. kör J Linyeckaja           | Jen Ce Cseng Csie                      | 1. kör Vera Dusevina          | J Bicskova M Jugić-Salkić        | 2. kör Vera Dusevina       | Květa Peschke F Schiavone           | 3. kör Ashley Harkleroad | Jen Ce Cseng Csie                   |
| 2007       | Negyeddöntő Ashley Harkleroad | Csan Jung-zsan Csuang Csia-zsung       | 1. kör Iveta Benešová         | Csan Jung-zsan Csuang Csia-zsung | 1. kör Iveta Benešová      | Szávay Ágnes Vladimíra Uhlířová     | 2. kör Iveta Benešová    | Morigami Akiko Meilen Tu            |
| 2008       | 3. kör Iveta Benešová         | Květa Peschke Rennae Stubbs            | Negyeddöntő Ashley Harkleroad | A Bondarenko K Bondarenko        | 1. kör Ashley Harkleroad   | Lisa Raymond Samantha Stosur        | 2. kör Iveta Benešová    | Dominika Cibulková Virginie Razzano |
| 2009       | 3. kör Lucie Šafářová         | A-L Grönefeld Patty Schnyder           | 1. kör M Koritceva            | J Makarova A Parra Santonja      | 2. kör Anastasia Rodionova | A Medina Garrigues V Ruano Pascual  | 1. kör Lucie Šafářová    | Vania King Monica Niculescu         |
| 2010       | 2. kör Sahar Peér             | N llagostera Vives MJ Martínez Sánchez | 1. kör A Amanmuradova         | Csan Jung-zsan Cseng Csie        | −                          | −                                   | −                        | −                                   |
| 2011       | −                             | −                                      | 2. kör Renata Voráčová        | V Azaranka M Kirilenko           | 2. kör Renata Voráčová     | Szánija Mirza J Vesznyina           | 3. kör Hszie Su-vej      | Květa Peschke K Srebotnik           |
| 2012       | 2. kör Hszie Su-vej           | Petra Martić K Mladenovic              | 2. kör Volha Havarcova        | Květa Peschke K Srebotnik        | 3. kör J Svedova           | R Kops-Jones Abigail Spears         | 2. kör A Rodionova       | Sabine Lisicki Peng Suaj            |
| 2013       | 2. kör A Panova               | I-C Begu Monica Niculescu              | Negyeddöntő K Mladenovic      | J Makarova J Vesznyina           | 2. kör K Mladenovic        | Darija Jurak T Tanasugarn           | 3. kör K Mladenovic      | Nagyja Petrova K Srebotnik          |
| 2014       | 2. kör Vania King             | Lucie Hradecká Michaëlla Krajicek      | −                             | −                                | −                          | −                                   | −                        | −                                   |
| 2015       | −                             | −                                      | −                             | −                                | −                          | −                                   | −                        | −                                   |
| 2016       | −                             | −                                      | 2. kör V Gyacsenko            | Serena Williams Venus Williams   | −                          | −                                   | −                        | −                                   |
| 2017       | 2. kör Barbora Krejčíková     | A-L Grönefeld Květa Peschke            | −                             | −                                | −                          | −                                   | −                        | −                                   |
| 2018       | −                             | −                                      | −                             | −                                | Selejtező (Q1)             | Selejtező (Q1)                      | 1. kör A Szasznovics     | Aojama Súko Tuan Jing-jing          |
| 2019       | 1. kör Raluca Olaru           | Babos Tímea Kristina Mladenovic        | 1. kör V Kugyermetova         | Samantha Stosur Csang Suaj       | 2. kör Sorana Cîrstea      | Alizé Cornet Petra Martić           | 1. kör V Kugyermetova    | A-L Friedsam Laura Siegemund        |
| 2020       | −                             | −                                      | −                             | −                                | elmaradt                   | elmaradt                            | −                        | −                                   |
| 2021       | −                             | −                                      | −                             | −                                | 1. kör V Gyjacsenko        | Hszie Su-vej Elise Mertens          | 1. kör A Szasznovics     | V Kugyermetova B Mattek-Sands       |

## Év végi világranglista-helyezései
| Év     | 2001 | 2002 | 2003 | 2004 | 2005 | 2006 | 2007 | 2008 | 2009 | 2010 | 2011 | 2012 | 2013 | 2014 | 2015 | 2016 | 2017 | 2018 | 2019  | 2020  |
| Egyéni | 464. | 402. | 157. | 137. | 118. | 103. | 136. | 94.  | 102. | 528. | 58.  | 82.  | 69.  | 259. | –    | 371. | 401. | –    | 1268. | 1316. |
| Páros  | 485. | 271. | 161. | 129. | 82.  | 48.  | 40.  | 39.  | 51.  | 145. | 31.  | 45.  | 33.  | 105. | –    | 172. | 147. | 73.  | 43.   | 71.   |